# نصوص جنائزية مصرية قديمة

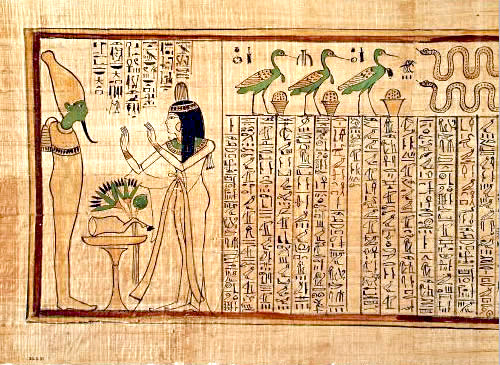
ورق بردي منقوش عليه رسومات فرعونيه قديمة

 النصوص الجنائزية المصرية القديمة  هي مجموعة من الوثائق الدينية التي كانت تستخدم في مصر القديمة، لمساعدة روح المتوفي في العثور على جسده في العالم الآخر، وهي تمثل أحد أشكال الأدب المصري القديم.
تطورت تلك النصوص عبر الزمن، بدءً من نصوص الأهرام في عصر الدولة القديمة والتي كانت تستخدم في المدافن الملكية فقط، حتى بدأت في الظهور داخل مقابر ملكات هذا العصر في أواخر عهد الدولة القديمة، ثم بدأت تلك النصوص تكتب على التوابيت أواخر عصر الاضمحلال الأول وبداية عصر الدولة الوسطى، فيما عرف بنصوص التوابيت، كما استخدمت مجموعة جديدة من النصوص في أعقاب حقبة العمارنة وبداية عصر الدولة الحديثة.
و بمرور الوقت، لم تعد تلك النصوص حكرا على الفرعون فحسب،  بل امتدت للحاشية الملكية وطبقة النبلاء، وفي الأخير أصبحت متاحة حتى للعامة من أفراد الشعب الذين امتلكوا المقدرة المادية لإقامة المراسم الجنائزية كاملة.

## الدولة القديمة
كانت النصوص الجنائزية في تلك الحقبة الزمنية حكرا على الفرعون فقط، ولم تظهر في أي مقبرة أخرى سواء في مقابر الملكات أو الأمراء، حتى نهاية عصر الدول القديمة عندما بدأت تلك النصوص في الظهور داخل مقابر الملكات.

## الدولة الوسطى
هناك مجموعة من الصلوات الجنائزية المصرية القديمة والتي بدأت في الظهور على التوابيت منذ عصر الإضمحلال الأول، هذه النصوص في مجملها كانت مأخوذة عن نصوص الأهرام، وإن احتوت على مواد جديدة لتتواكب مع معطيات الحياة اليومية مما يعكس حقيقة استخدام طبقات الشعب المختلفة للنصوص نفسها، ومن ثم لم تعد هذه النصوص حكرا على الفرعون وحده بل أصبحت متاحة أيضا لعامة المصريين القادرين على تحمل تكلفة المراسم الجنائزية الكاملة، فلم تعد العينونة في العالم الآخر قاصرة على الفرعون وحده، بل أتت هذه النصوص لتعيين المتوفين من طبقات الشعب كافة.

## الدولة الحديثة
ظهرت العديد من النصوص الجنائزية خلال العصر الدولة الحديثة وصورت مقابر ملوك هذه الفترة مشاهد كاملة من تلك النصوص خاصة المقابر الموجودة بوادي الملوك والمعابد الجنائزية المنتشرة بمدينة طيبة، ومن أبرز النصوص الجنائزية لتلك الحقبة:
- كتاب الموتى
- كتاب الآخرة (الآمدوات)
- صلوات الكهوف الإثنى عشر
- كتاب الأبواب
- كتاب العالم السفلي
- كتاب الكهوف
- كتاب الأرض
- صلاة رع
- كتاب السماوات

### أواخر الدولة الحديثة
بعد انتهاء حكم ملوك حقبة العمارنة وبداية عصر الرعامسة والعودة لعقيدة الإله آمون، ظهرت مجموعة آخرى من النصوص الجنائزية والتي اهتمت بتمجيد الإلهة نوت إلهة السماء وتصوير رحلة إله الشمس بداخلهاخلال ظلمات الليل حتى تلده شابا يافعا في صباح اليوم التالي، وبداية من عصر رمسيس الرابع أصبحت توضع نسختين من كتاب السماء (وهو مغاير لكتاب السماوات) على سقف المقابر الملكية.
ومن النصوص الجنائزية لهذا العصر:
- كتاب السماء
- كتاب نوت
- كتاب الصباح
- كتاب المساء
- كتاب البقرة السماوية

## العصر المتأخر
مع بداية العصر المتأخر ووصولا للعصر الروماني من تاريخ مصر ظهرت نصوص جنائزية أخرى، لعل أهمها ما عرف بكتاب التنفس.

## العصر البطلمي
مع بداية حكم البطالمة لمصر واختلاط ديانات الإغريق بالديانة المصرية القديمة ظهرت آخر مجموعة معروفة من النصوص الجنائزية حتى الآن والمعروفة بكتاب العبور إلى الخلود، ثم تضائل دور النصوص الجنائزية بشدة مع دخول المسيحية مصر منتصف القرن الأول الميلادي حتى انتهى تماما مع دخول الإسلام البلاد عام 641 م.

## قراءة مستفيضة
- Goelet، Dr. Ogden؛ وآخرون (1994). The Egyptian Book of the Dead: The Book of Going Forth by Day. San Francisco: Chronicle Books. {{استشهاد بكتاب}}: Explicit use of et al. in: |الأول= (مساعدة)
- Hornung، E (1999). The Ancient Egyption Books of the Afterlife. New York: Cornell University Press. {{استشهاد بكتاب}}: الوسيط author-name-list parameters تكرر أكثر من مرة (مساعدة)
- Lichtheim، Miriam (1975). Ancient Egyptian Literature, vol 1. London, England: University of California Press. ISBN:0-520-02899-6.